# Бонёр, Исидор-Жюль
Исидор Жюль Бонёр (фр. Isidore Jules Bonheur; 15 мая 1827, Бордо — 10 ноября 1901, Париж) — французский скульптор-анималист. Бонёр начал свою карьеру в качестве художника, работая со своей старшей сестрой Розой Бонёр в студии их отца, художника, Раймонда Бонёра. Как художник дебютировал на парижском Салоне в 1848 году. Его работы хранятся во многих музеях мира.

## Биография
Родившись в Бордо, Жюль был третьим ребёнком Кристины Доротеи Софи Маркиз (1797—1833), музыканта, и Оскара-Раймонда Бонёра (1796—1849), пейзажиста и портретиста, раннего сторонника сенсимонизма — социалистической секты, которая способствовала образованию женщин наряду с мужчинами. Жюль был братом Огюста и Розы Бонёр (1822—1899). Именно Роза впервые дала своему брату уроки модельного дела и скульптуры.
В Бордо его отец дружил с Франциско Гойей, который жил там в изгнании. В 1828 году семья Бонёр переехала в Париж.
Сначала Исидор-Жюль изучал живопись, поступив в 1849 году в Высшую национальную школу изящных искусств. Дебютировал в Салоне в 1848 году (Cavalier nègre attaqué par une lionne, гипс и рисунок того же предмета) и выставлялся там регулярно до 1899 г. Он выиграл медали в 1859, 1865 и 1869 годах, принял участие во Всемирной выставке в 1855 году, выставлялся в Лондоне в Королевской академии художеств в 1870-х годах, где добился большого успеха со скульптурами лошадей и получил долгожданную золотую медаль со скульптурой под названием «Кавалер Людовика XV» на Всемирной выставке 1889 года. Он был награждён серебряной медалью на Международной выставке в Мадриде в 1892 году, золотой медалью на Международной выставке в Лондоне (1894).
Также в 1894 году Бонёр был удостоен статуса Рыцаря в Ордене Непорочного зачатия Девы Марии Вилла-Викозской (Cavaleiro da Ordem de Nossa Senhora da Conceição de Vila Viçosa), Португалия. В 1895 году он стал кавалером (рыцарем) ордена Изабеллы Католической, Испания. 7 мая 1895 года он был провозглашён рыцарем ордена Почётного легиона.  Уже в начале своей карьеры Бонёр отказался от живописи в пользу скульптуры, хотя критики отмечали его анималистические картины. Его студия находилась в l’Impasse du Moulin Joly, на углу улицы Фобур-дю-Тампль в Париже.
Исидор Бонёр нашел большой рынок сбыта для своих работ в середине XIX века в Англии и Франции. В 1870 году он получил представительство в Королевской академии и создал множество работ, предназначенных для английских коллекционеров.
Многие из его бронзовых скульптур были отлиты на заводе Ипполита Пейроля, зятя Бонёра, в браке с Жюльетт Бонёр (младшей сестрой Исидора). Исидор Бонёр был тонким наблюдателем природы: его животные не были антропоморфированы, а смоделированы так, чтобы уловить движение или положение, характерное для конкретного вида. Он достиг наибольшего успеха со скульптурами лошадей, которых обычно изображал в спокойных позах.

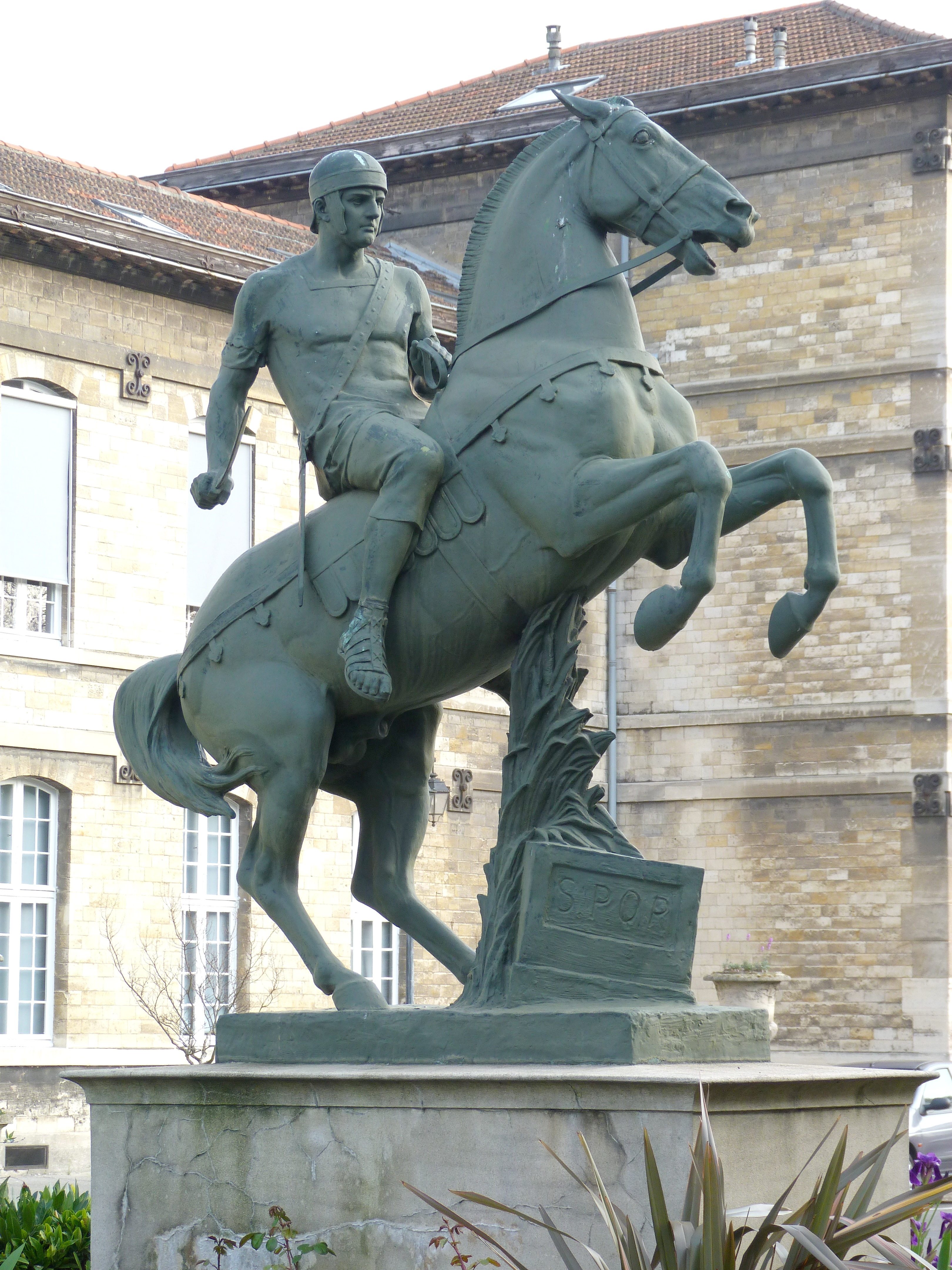
Гладиатор на лошади, больница Сент-Анн, Париж

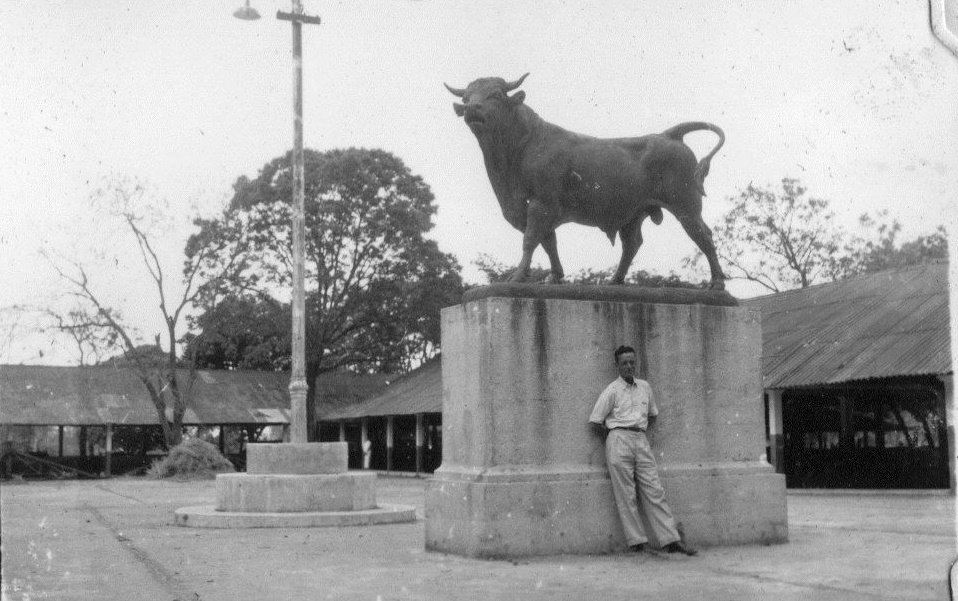
Американский инженер Паркер Дауэс перед памятником Торо на севере Маракая, 1945 г.